# Grado (Asturies)
Pour les articles homonymes, voir Grado.
Grado (Grau en asturien) est une commune (concejo aux Asturies) située dans la communauté autonome des Asturies en Espagne.

## Géographie

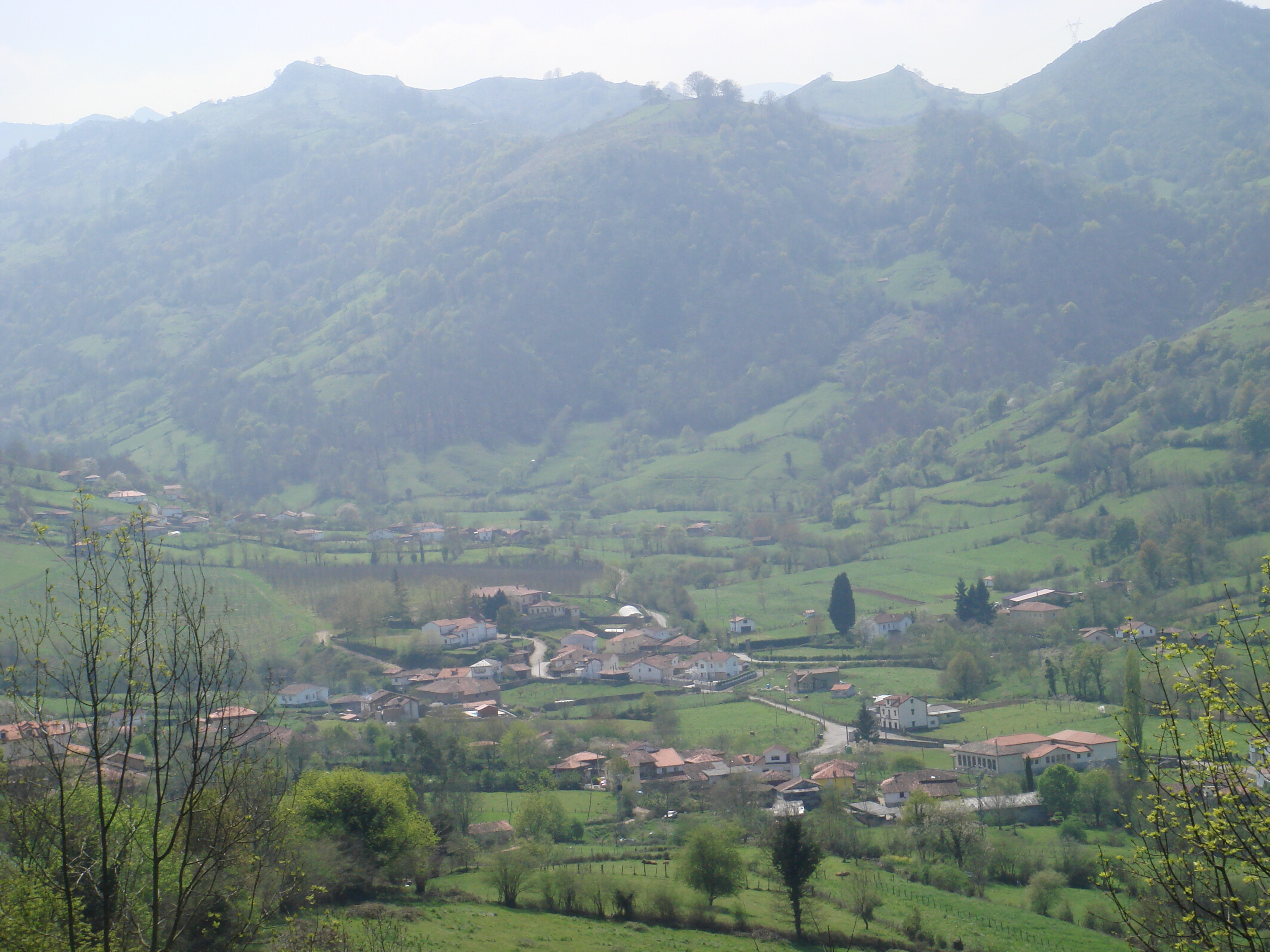
Vue de Sama.

La commune est délimitée au nord par Candamo et Las Regueras, à l'est par Proaza, Santo Adriano et Oviedo, au sud par Teverga et Yernes y Tameza et à l'ouest par Belmonte de Miranda et Salas.
Elle comprend 28 paroisses : Ambás, Báscones, Bayo, Berció, Cabruñana, Castañedo, Coalla, El Fresno, Grado, Gurullés, La Mata, Las Villas, Peñaflor, Pereda, Rañeces, Restiello, Rodiles, Rubiano, Sama de Grado, Santa María de Grado, Santa María de Villandás, Santianes, Santo Adriano del Monte, Sorribas, Tolinas, Vigaña, Villamarín, et Villapañada.

## Sport
- Asturhockey Club Patín

## Personnalités liées à la ville
- Manuela del Rio (1909-1979), danseuse espagnole.